# ياسر حسن المسحل
ياسر بن حسن بن محمد المسحل  من مواليد عام 1974، الرئيس الثامن للاتحاد السعودي لكرة القدم منذ تأسيسه رسميا بالعام 1956. وانتخب في يونيو 2019 بالتزكية من قبل الجمعية العمومية للاتحاد السعودي لكرة القدم لدورته الرابعة (2019 ـ 2023).، ثم للمرة الثانية للدورة الخامسة (2023-2027) ، وهو عضو في مجلس الفيفا منذ 2023.

## التعليم
- حاصل على درجة البكالوريوس مع مرتبة الشرف في الإدارة المالية من جامعة الملك فهد للبترول والمعادن عام 1996م.[4]
- حاصل على دبلوم في الإدارة الرياضية من جامعة السوربون في العاصمة الفرنسية باريس.

## العمل
- انتخب عضوًا في مجلس الاتحاد الدولي لكرة القدم FIFA للفترة 2023 - 2027.[5]
- عضو مجلس إدارة الهيئة العليا لاستضافة كأس العالم 2034
- انتخب رئيساً لرابطة دوري المحترفين السعودي من يونيو 2016. وقدّم استقالته عام 2017.[6]
- عضو في لجنة الانضباط في الاتحاد الآسيوي لكرة القدم (2015-2019).
- شارك في عضوية اللجنة المنظمة لكأس آسيا 2015 في أستراليا (2015).
- عضو في لجنة الأندية المحترفة بالاتحاد الآسيوي (2011-2014) بعد ترشيحه من الاتحاد السعودي.
- عضو لجنة تراخيص الأندية السعودية (2011-2014)
- شغل منصب رئيس لجنة إدارة الملاعب (غير محدد).
- عضو لجنة الانضباط والأخلاق (غير محدد).
- عضو لجنة شباب الأعمال في الغرفة التجارية في الرياض (2009-2016)
- عضو شرف في نادي الاتفاق منذ عام 1997.
- مثل نادي الاتفاق في اجتماعات الإتحاد العربي السعودي لكرة القدم وهيئة دوري المحترفين من عام 2000 إلى عام 2012م.[4]

## روابط خارجية
- العربي السعودي لكرة القدم.